# Alter Ego (jeu vidéo)
Pour les articles homonymes, voir Alter ego (homonymie).
Alter Ego est un jeu vidéo développé par le studio tchèque Future Games, sorti en Allemagne et en Amérique du Nord en 2010. Une bande-annonce du jeu a été présentée lors de la Games Convention de Leipzig en 2008. Alter Ego n'est pas sorti en France.

## Système de jeu
Alter Ego est développé avec le moteur graphique AGDS, déjà utilisé par Future Games depuis 2003, et ayant fait le succès du jeu The Black Mirror. Ce moteur graphique permet de réaliser des jeux dans un gameplay dit en « 2.5D » : tandis que les personnages sont réalisés en 3D, les décors du jeu sont des images fixes en 2D (pouvant être partiellement animées par l'ajout d'animations superposées).
Le jeu utilisera une perspective dite « à la 3e personne » ou en « vision objective », c'est-à-dire que le joueur contrôlera un personnage qu'il voit à l'écran sans l'incarner. Avec sa souris, le joueur pourra faire interagir ce personnage avec des objets du décor ou engager des conversations avec d'autres personnages, selon les principes du gameplay en point & click.

## Développement
Le développement du jeu a commencé le 20 ou 25 novembre 2007. Il était alors prévu que le jeu arrive sur le marché au deuxième trimestre 2009, tandis qu'une version de démonstration aurait dû être prête pour l'automne 2008. Le jeu a commencé à être développé en utilisant le moteur graphique AGDS version 4. Toutefois, au cours du développement, Future Games a décidé de continuer le développement du jeu sur la version 5 du moteur, conférant plusieurs avantages pour le jeu, mais entrainant un retard dans le développement, alors estimé à « 2 ou 3 mois ». Le jeu est finalement sorti en langue allemande en mars 2010.

## Accueil
Le jeu a été apprécié de manière très variée. Les notes moyennes issues de compilations de critiques indiquées par MobyGames et GameRankings sont respectivement de 64 % et 68 %, mais cachent des divergences très prononcées entre une note de 83 % attribuée par Just Adventure et une note de 3,5/10 attribuée par GameSpot. La presse spécialisée dans le jeu d'aventure a été globalement davantage séduite par Alter Ego que la presse généraliste vidéoludique.